# Hemirhamphodon pogonognathus
Hemirhamphodon pogonognathus còn được biết đến với tên gọi tiếng Anh là Long threadjaw halfbeak là một loài cá trong họ Hemiramphidae thuộc bộ cá nhói Beloniformes.

## Đặc điểm
Cá nhỏ khoảng 6,5–8 cm gặp tại những vùng nước ngọt ở Đông Nam Á, sông thành đàn nơi mương, ruộng, ăn sâu bọ và cây cỏ thủy sinh. Hàm dưới nhô khá dài. Cá có thân màu sáng bạc, phần lưng nâu nhạt hay nâu olive, lườn vàng nhạt, họng tím và bụng trắng. Rất được ưa chuộng để nuôi làm cá cảnh. Để nuôi làm cá cảnh, cá kìm cầm một hồ kinh rộng, tốt nhất hình chữ nhật, càng dài càng tốt. Cá tương đối mẫn cảm với sự thay đổi của nồng độ oxy trong nước. Cá di chuyển nhiều trên bề mặt, tuy có khả năng sinh sàn trong bể nuôi nhưng khó nuôi được cá bột. 